# Pedaliodes panthius
Pedaliodes panthius är en fjärilsart som beskrevs av Kirby 1877. Pedaliodes panthius ingår i släktet Pedaliodes och familjen praktfjärilar. Inga underarter finns listade i Catalogue of Life.